# 肖特 (密西西比州)
肖特（英語：Short）是位於美國密西西比州蒂肖明戈縣的非建制地區。

## 歷史
肖特的郵局於1888年設立，其後於1928年停運。

## 地理
肖特所處的海拔為高於海平面192米（即630英呎），而該地所採用的時區為UTC-6，即北美中部時區（CST）。同時該地設有夏令時間，為UTC-6調快一小時，即UTC-5（CDT）。